# Puerto autónomo de Abiyán
El Puerto autónomo de Abiyán (en francés: Port autonome d'Abidjan) es una institución pública del Estado africano de Costa de Marfil, que ejerce conjuntamente misiones de servicio público administrativo y las misiones de servicio público de carácter industrial y comercial. Se maneja como un ente público industrial y comercial y es responsable de la explotación, gestión y promoción de las instalaciones portuarias en Abiyán Treichville. 
Situado en las orillas de Treichville (Abiyán sur) en Costa de Marfil, se trata del puerto más importante de África Occidental y el segundo en el conjunto de África después del Durban y por encima del puerto de Lagos (Nigeria) y el Puerto Autónomo de Dakar (Senegal).